# Святополк II (Нітранський князь)
Святополк II (словац. Svätopluk II, чеськ. Svatopluk II) — правитель Нітранського князівства в 894—906 роках, боровся за контроль над усією Великої Моравії.
Святополк II був другим сином Святополка I, князя Великої Моравії. Після смерті Святополка I в 894 році новим князем Великої Моравії став його старший син Моймир II, а Святополк II отримав в управління Нітранське князівство, яке було її частиною. У 898 році Святополк повстав проти свого брата і спробував захопити владу над усією Великою Моравією. Конфлікт досяг апогею взимку 898—899 років, коли в нього втрутилися баварці. Моймир II переміг баварців і полонив Святополка II, але баварці змогли звільнити його і доставити в Східно-Франкське королівство.
Святополк II повернувся в Нітранське князівство в 901 році. Він, найімовірніше, загинув у 906 році, борючись проти угрів.